# La rosa profonda
La rosa profonda è una raccolta di versi scritta da Jorge Luis Borges nel 1975.
Borges spiega nel prologo, sulla genesi delle poesie: